# منتخب تونس لكرة اليد الشاطئية للسيدات
منتخب تونس لكرة اليد الشاطئية للسيدات هو ممثل تونس الرسمي في المنافسات الدولية في كرة اليد الشاطئية للسيدات
.